# Corvallis (Oregon)
Corvallis è una città degli Stati Uniti d'America, nella Contea di Benton, nello Stato dell'Oregon.
La popolazione era di 58 641 abitanti nel censimento del 2018.

### Evoluzione demografica

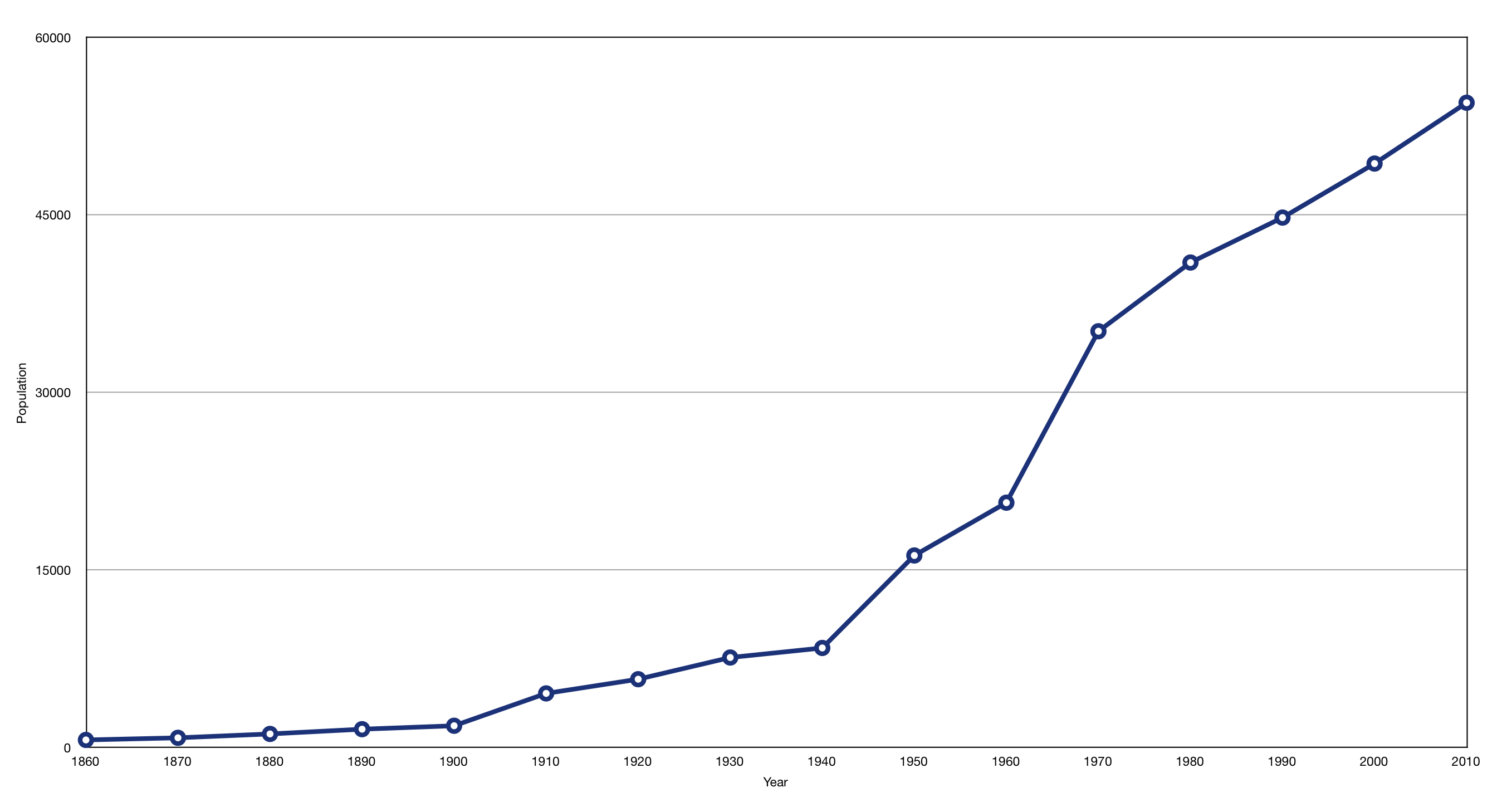
Andamento della popolazione di Corvallis dal 1860 al 2010